# 松平親明
松平 親明（まつだいら ちかあきら）は、豊後杵築藩の第8代藩主。能見松平家14代。

## 略伝
第6代藩主・松平親貞の次男。享和元年（1801年）4月13日、松平親賢の養子となる。同年5月15日、将軍徳川家斉に拝謁する。同年12月16日、従五位下備前守に叙任する。後に志摩守に改める。享和2年（1802年）11月20日、養父親賢の死去により、家督を相続する。文政元年（1818年）8月24日、奏者番に就任する。親明自身は能楽に秀でていたと言われているが、藩政においては百姓の逃散や一揆、打ちこわしが相次ぐなど多難を極めた。文政8年（1825年）11月12日、47歳（官年では41歳）で死去し、跡を長男の親良が継いだ。